# Tarentola
Tarentola é um género de osgas.

## Espécies
- Tarentola albertschwartzi
- Tarentola americana
- Tarentola angustimentalis
- Tarentola annularis
- Tarentola bischoffi - Osga-das-selvagens
- Tarentola boehmei
- Tarentola boettgeri
- Tarentola caboverdianus
- Tarentola chazaliae
- Tarentola darwini
- Tarentola delalandii
- Tarentola deserti
- Tarentola ephippiata
- Tarentola gigas
- Tarentola gomerensis
- Tarentola mauritanica - Osga-moura
- Tarentola mindiae
- Tarentola neglecta
- Tarentola parvicarinata
- Tarentola rudis